# لويس الأول، كونت نيفير
لويس الأول (1272 - 22 يوليو 1322)؛ أصبح كونت نيفير (بحكم القانون)، وكونت ريثل (حاكم مشترك من خلال الزواج).
هو الابن البكر لـ أسد فلاندرز روبرت الثالث ويولاندا، كونتيسة نيفير التي ورث عنها الكونتية بعد وفاتها في 1280، وفي ديسمبر 1290 تزوج من جوان، كونتيسة ريثل؛ وأصبح معها حاكم المناصف، وأنجبت له ابنة وابن:-
- جوانا؛ تزوجت من جان دي مونتفورت دوق بريتاني.
- لويس الأول، كونت فلاندرز ونيفير وريثل.[3]

توفي في باريس قبل فترة وجيزة من وفاة والده، وبذلك أصبح ابنه هو كونت فلاندرز التالي.